# Лепхе-тоу

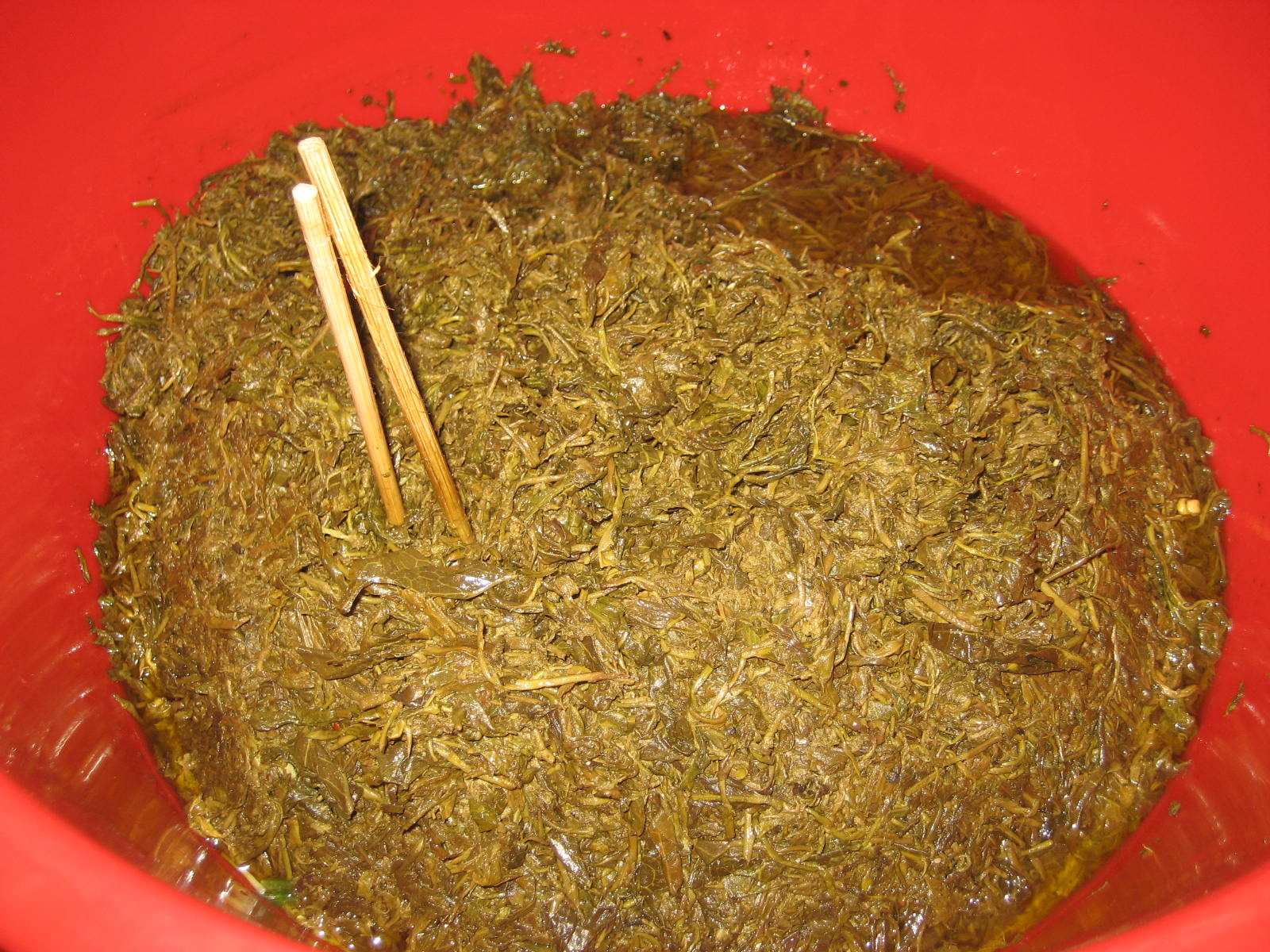
Лепхе-тоу для продажу. Ринок в Мандалаї (М'янма)

Лепхе-тоу, відомий також як квашений чай (силосовани чай) — національна страва бірманської кухні, що є салатом із квашеного листя чаю. М'янма (Бірма) - одна з небагатьох країн, де чай вживають і як напій, і як їжу. Квашений чай цінується не тільки як національний делікатес, але також грає істотну роль в бірманському суспільстві. Його місце в кухні М'янми відображено наступним популярним виразом: З усіх фруктів кращий - манго; з усього м'яса краща - свинина; з усього листя краще - лепхе-тоу.

## Культивування
У М'янмі чайні кущі різновидів Camellia sinensis і Camellia assamica вирощуються в основному на пагорбах у північній частині штату Шан навколо міста Намшан, столиці самокерованої зони палаунг, де проживає однойменна народність палаунг. Також культивується навколо міста Могок в окрузі Мандалай і поруч з містом Ченгтун (штат Шан).
Чайні кущі культивуються на площі 700 кв. км, з яких щорічно знімають урожай в 60-70 тис. тон. Щорічне споживання квашеного чаю досягає 17% від цієї маси, з іншої сировини виготовляють напої.

## Виробництво
Чайне листя збирають під час бірманського дванадцятого місяця за місячним календарем табаунга (кінець березня - початок квітня). Листя заготовляють вранці, а ввечері поміщають в спеціальну посудину циліндричної форми для пропарювання. Пара проникає в ємність через маленькі отвори на плоскому дні з горщика з киплячою водою, на якому щільно встановлюють циліндр. Така процедура займає від 30 хвилин до години. Далі пропарене листя викладають на чисті бамбукові рогожі, розташовані на спеціальному помості, і їх там вручну розминають. Потім використовується яма 3 м завглибшки і 3 м в діаметрі. Дно і краї ями закладають сухими гнучкими бамбуковими стеблами і свіжим листям. Туди опускають розім'яте чайне листя, щільно утрамбовувавши його так, щоб видалити повітря. Далі на яму опускають важку дерев'яну кришку, на яку кладуть важкі камені. У такому вигляді чайне листя тримають цілий рік. Через рік цей імпровізований льох відкривають, чайне листя дістають та розфасовують.

## Традиції
Лепхе-тоу був давнім символом пропозиції миру між ворогуючими королівствами в історії М'янми: їм обмінювалися та вживали в їжу в знак примирення. У доколоніальний і колоніальний часи його подавали після оголошення вердикту в суді; якщо арбітри були згодні з ним, то вони з'їдали лепхе-тоу.